# Wisniewskiioplitis
Wisniewskiioplitis es un género de ácaros perteneciente a la familia Oplitidae.

## Especies
Wisniewskiioplitis W. Hirschmann, 1984
- - Wisniewskiioplitis hirschmanni (Wisniewski, 1979)
  - Wisniewskiioplitis wisniewskii (Hirschmann, 1984)